# ¿Qué hacer? (película)
¿Qué hacer? es una película chileno–estadounidense perteneciente al género drama que fue dirigida el año 1972 por Raúl Ruiz, Nina Serrano y el documentalista Saul Landau. Según Serrano, su codirectora, "el guion formal en el primer borrador fue escrito por Saul Landau, Raul Ruiz y Jim Becket. Sin embargo, como la película fue improvisada, los actores y yo también agregamos o moldeamos el guion a medida que avanzaba la filmación".
El rodaje fue proyectado en la sección "Quincena de los Realizadores" del Festival de Cine de Cannes.

## Reparto
| Actor                | Personaje                 |
| -------------------- | ------------------------- |
| Sandra Archer        | Suzanne McCloud           |
| Aníbal Reyna         | Simón Vallejo             |
| Richard Stahl        | Martin Scott Bradford     |
| Luis Alarcón         | Osvaldo Alarcón           |
| Pablo de la Barra    | Hugo Alarcón              |
| Sergio Zorrilla      | él mismo                  |
| Salvador Allende     | él mismo                  |
| Country Joe McDonald | Country (as Joe McDonald) |
| Jorge Yáñez          | Padre Eduardo             |
| Sergio Bravo         | Secuestrador 1            |
| Óscar Castro         | Secuestrador 2            |
| Poli Délano          | el compañero veterano 1   |
| Mónica Echeverría    | Irene Alarcón             |
| Elizabeth Farnsworth | Margaret                  |
| Saul Landau          | Seymour Rosenberg         |
| Rodrigo Maturana     | el compañero veterano 2   |
| Pablo Neruda         | él mismo                  |